# Фелдатал
Фелдатал (њем. Feldatal) општина је у њемачкој савезној држави Хесен. Једно је од 19 општинских средишта округа Фогелсберг. Према процјени из 2010. у општини је живјело 2.707 становника. Посједује регионалну шифру (AGS) 6535003.

## Географски и демографски подаци
Фелдатал се налази у савезној држави Хесен у округу Фогелсберг. Општина се налази на надморској висини од 385 метара. Површина општине износи 55,7 km². У самом мјесту је, према процјени из 2010. године, живјело 2.707 становника. Просјечна густина становништва износи 49 становника/km².